# Abri ʻĀinapō Trail
L'abri ʻĀinapō Trail (ʻĀinapō Trail Shelter en anglais) – également appelé Ainapo Cabin ou Halewai Cabin — est une cabane américaine servant de refuge de montagne dans le comté d'Hawaï, à Hawaï. Située à 2 362 mètres d'altitude dans la réserve forestière d'État de Kapapala, elle se trouve le long de l'ʻĀinapō Trail.